# 乌利斯·威廉斯
乌利斯·威廉斯（英語：Ulis Williams，1941年10月24日—），美国男子田径运动员，主攻短跑。他曾代表美国参加1964年夏季奥林匹克运动会田径比赛，获得男子4×400米接力金牌。